# Центро Тежу
Центро Те́жу (порт. Central Tejo) — тепловая электростанция, расположенная в Лиссабоне, в районе Санта-Мария-де-Белен и обеспечивавшая электричеством столицу Португалии и её пригороды.
Электростанция функционировала в 1909–1972 годах и за этот период неоднократно перестраивалась и модернизировалась. В 1914 году началось строительство зданий котельни низкого давления; в 1938–1941 годах на месте старой станции было возведено здание котельни высокого давления, расширенное в 1950 году. С 1951 года электростанция использовалась как резервная, в 1975 году была официально закрыта. 
В 1986 году комплекс получил статус объекта архитектурно-промышленного наследия Лиссабона. В 1990 году здесь был открыт Музей электричества.

## История
Электростанция управлялась «Объединёнными газовыми и электрическими компаниями» (порт. Companhias Reunidas de Gás e Electricidade, сокр. СRGE). За более чем 60 лет службы станция несколько раз перестраивалась, модернизировалась и расширялась; для усиления мощности электроцеха неоднократно менялось оборудование. 

### 1908—1921
Первоначальное здание станции было построено в 1908–1909 годах по проекту инженера Люсьена Неу (Lucien Neu). Строительство вела компания Vieillard & Touzet, принадлежавшая ученику Гюстава Эйфеля Фердинанду Тузе (Ferdinand Touzet). Монтаж оборудования был закончен в 1912 году. Первоначально на станции находились 15 малых котлоагрегатов фирмы Belleville и 5 групп генераторов с мощностью 7,75 Мвт. 
В 1914 году началось строительство зданий котельни низкого давления. В 1916 году здесь были установлены новые котлоагрегаты, что увеличило мощность станции — в таком виде она функционировала до 1921 года. Затем в этой части станции размещались мастерские и хранилища, а в 1938 году она была снесена ради возведения здания котлоагрегата высокого давления.

### Период низкого давления
Строительство каркаса здания низкого давления велось в 1914–1930 годах в три этапа:
- 1914–1928 — строительство двух каркасов для котлоагрегатов, машинного зала и подстанции;
- 1924–1928 — расширение зала котлоагрегатов, установка новой партии генераторов, строительство распределителя угля и двух пристаней для каналов цикла охлаждения.
- 1928–1930 — дальнейшее расширение зала котлоагрегатов, расширение машинного зала и подстанции.

В 1930-е годы в зале котлоагрегатов находилось одиннадцать котлов низкого давления, десять из них были фирмы Babcock & Wilcox, ещё один — фирмы Humboldt. В машинном зале находились пять групп генераторов разной мощности и разных фирм: Escher Wyss, AEG (двух групп), Stal-Asea и Thompson.

### Период высокого давления
С повышением мощности двух новых групп турбогенераторов фирмы AEG, смонтированных в 1934 году, появилась необходимость установки новых котлоагрегатов, которые бы использовали пар высокого давления. Для этого в 1938 году здание старой электростанции было снесено, и на этом месте началось строительство здания котлоагрегата высокого давления. Разместившиеся внутри три больших котлоагрегата высокого давления фирмы Babcock & Wilcox, начали свою работу в 1941 году. 
В 1950 году здание было расширено для вмещения ещё одного котлоагрегата, тем самым, став самым большим зданием комплекса. Новый котлоагрегат заработал в 1951 году. 
С разрушением первоначальной электростанции и постройкой зданий котлоагрегатов высокого давления появилась необходимость новых мастерских и хранилищ. Для этого «Объединённые газовые и электрические компании» приобрели прилежащие к станции земли, принадлежавшие сахарному заводу Senna Sugar Estates, Ltd (собственность компании «Мозамбикский сахар»). Для обустройства вспомогательного зала для обработки воды в котельне низкого давления были разобраны два первых котлоагрегата.

### Закрытие станции
В 1944 году вступил в силу законопроект 2002 — Закон о национальной электрификации, отдававший приоритет гидроэнергетике. В 1951 году в Португалии была построена первая большая гидроэлектростанция — плотина Каштело до Боде, в результате чего Центро Тежу стала резервной электростанцией.
За исключением 1961 года, в 1951–1968 годах станция частично продолжала выработку энергии. В 1972 году, когда вследствие покушения на режим Салазара, были разрушены высоковольтные линии, по которым в Лиссабон передавалась энергия с электростанции Каштело до Боде, Центро Тежу вновь заработала на полную мощность. После этого станция была остановлена, а в 1975 году — официально закрыта.

### Музей электричества
После закрытия электростанции и национализации электрических компаний Центро Тежу стал туристической достопримечательностью. В 1986 году комплекс зданий получил статус объекта архитектурно-промышленного наследия Лиссабона. В 1990 году здесь был открыт Музей электричества. В 2001–2005 годах музей претерпел реконструкцию, в 2006 году он вновь открылся для посещения.

## Архитектурный комплекс
После всех структурных трансформаций в течение многих лет архитектурный комплекс Центро Тежу сохранился в отличном состоянии, представляя собой огромный фабричный комплекс первой половины XX века.
В постройке всех зданий комплекса использована единая железная конструкция, которая облицована кирпичом. Благодаря этому весь комплекс отличается гармонией эстетического единства, несмотря на разные стили зданий низкого и высокого давления.

## Функционирование Центро Тежу
Принцип работы теплоэлектростанции основан на сжигании топлива для получения энергии, которая в свою очередь приводит в действие электрический генератор. Теоретически это лёгкий процесс, но на практике необходим сложный комплекс разных механизмов.
Основное топливо на Центро Тежу — это уголь, который доставляли морским путём и разгружали на одноимённую площадь, чтобы потом раздробить и отправить в распределители. После этого уголь оказывался на распределительной дорожке в верхней части здания, откуда он доставлялся внутрь котлоагрегата на дорожку сжигания. Там он сжигался под температурой в 1200 °C.
Тепло, полученное таким образом, превращало в пар воду, которая проходила по внутренним трубам, и полученный пар отправлялся в турбоальтернатор. Использованная здесь вода должна быть чистой и без химических добавок. Для предотвращения повреждений оборудования электростанции вода очищалась и фильтровалась.
Таким образом, пар путешествовал в трубах высокого давления (38 кг/см²) до группы генераторов, где турбина трансформировала тепловую энергию в механическую, и альтернатор преобразовывал механическую энергию, которую получал через турбину, в электрическую энергию, производя трёхфазный электрический ток в 10.500 V с частотой в 50 Hz, который после прохождения через подстанцию распределялся потребителям.
Пар в свою очередь после переработки в турбинах отправлялся в конденсаторы, где преобразовывался в воду для повторной утилизации в котлоагрегатах. Теплый пар опять превращался в воду, контактируя с холодными стенками внутренних труб конденсатора, по которым проходила речная вода. Речная вода никогда не входила в контакт с очищенной водой, которая использовалась для работы. Из конденсатора вода возвращалась в котлоагрегаты, таким образом заключая цикл.

## Условия работы на станции
Функционирование станции было бы невозможно без людей, которые там работали в течение многих поколений. Было необходимо строгое разделение поручений и система работы по сменам, что гарантировало непрекращающееся функционирование электростанции.
Около пятисот рабочих находились на фабрике в течение двадцати четырёх часов и выполняли более сорок пяти различных функций, начиная с разгрузчиков угля, рабочих котлоагрегатов, мастеров по дереву, кузнечного горна и заканчивая техниками и инженерами.
Самой тяжелой была работа в залах котлоагрегата и в зольнике, так как персонал должен был переносить высокие температуры из-за сжигания топлива внутри котлоагрегатов, а также переносить пыль, золу и постоянный шум в течение всего рабочего времени. Несмотря на тяжёлые условия труда в этих залах работало самое большое количество рабочих. Именно там находились главный инженер, инженеры — техники, кабельщики, кочегары, наблюдатели за золой и зольщики. Все работали в тяжелейших условиях работы, особенно последние.

## Государственное наследие

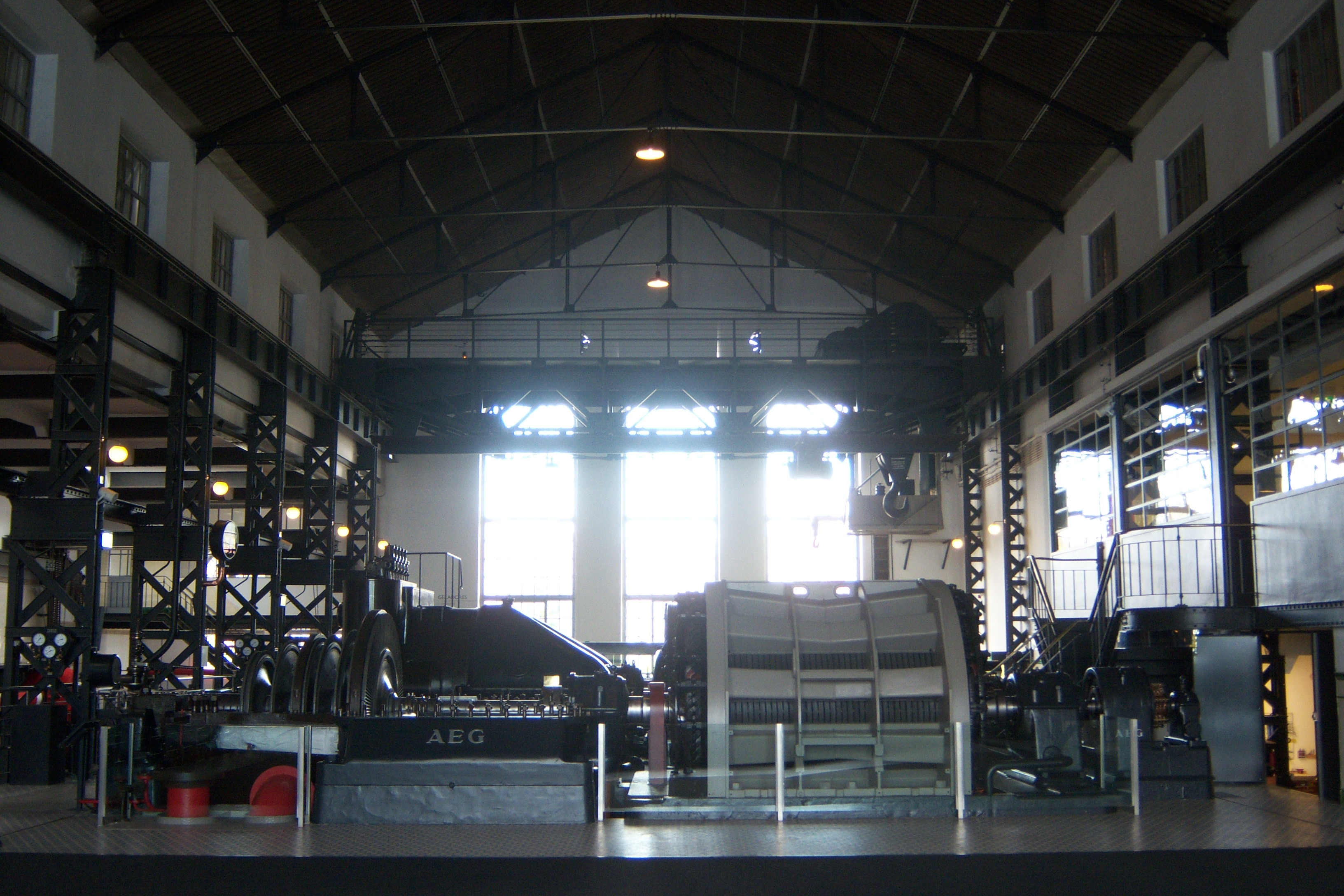
Турбогенератор АЕГ (открытый).

Центро Тежу представляет собой большую государственную ценность, не только с точки зрения архитектуры или археологии, но также с точки зрения истории, общества, антропологии и экономии.
Наследие, оставшееся со времени деятельности электростанции, является неоспоримым. Электростанция была самой крупной и важной в Лиссабоне и во всей Португалии до середины XX века. Её мощности хватало на весь город и на район Вале До Тежу (близлежащий район Лиссабона), она освещала улицы, дома и поставляла энергию фабрикам. Без Центро Тежу история Лиссабона была бы совершенно другой. Она была невидимой частью развития города в XX веке, была невидимой частью индустриализации регионов и благодаря станции была построена первая электрическая железная дорога в стране (Лиссабон — Кашкайш).
В то же время Центро Тежу сыграло решающую роль для модернизации Лиссабона. Различные поколения рабочих работали и мучались под котлоагрегатами, чтобы остальные могли включить свет в домах, прогуливаться по ночным освещённым улицам и спокойно передвигаться в электрическом транспорте, который поднимался по улицам города.
Кроме этого, внутри электростанции существует нетронутый комплекс наследия, который помог этой тепловой электростанции пережить деиндустриализацию района Белень, оставаясь единственной во всей стране и может быть Европе.
- Недвижимое имущество. Фабричный комплекс Центро Тежу (классифицирован как уникальный экземпляр промышленного наследия с начала 1986 г.), с установками для низкого давления и машинным залом (1914—1930), залом высокого давления и залом воды (1938—1951), и различными мастерскими, (когда-то принадлежавшими сахарному заводу, конец XIX и началом XX века). Ныне это Центр документации и резерв музея.

- Движимое имущество. В музее находятся четыре котлоагрегата высокого давления фирмы Babcock & Wilcox 1941 и 1951г и два турбоальтернатора фирмы AEG 1942 года и конденсаторы.

Также в машинном зале находятся: установка охлаждения, выключатели, измерительная аппаратура.
В зале воды: очистители, механические фильтры, барабаны и дистилляторы (все 40х годов), ковшовый элеватор для угля, вагончики, угольные ямы, плотницкие материалы и т. д. В резерве и на открытом воздухе, можно увидеть группы генераторов других электростанций, регуляторы скорости, клапаны и другие различные элементы общественного освещения Лиссабона, а также как, бытовую технику всех времён, типов и классов.